# Kōki Kameda
Kōki Kameda (jap. 亀田興毅 Kameda Kōki;  ur. 17 listopada 1986 w Osace) – japoński bokser, aktualny zawodowy mistrz świata w kategorii koguciej (do 118 funtów) i były w kategorii junior muszej (do 108 funtów) organizacji WBA oraz były mistrz świata w kategorii muszej (do 112 funtów) organizacji WBC. Brat boksera Daiki Kamedy.
Zawodową karierę rozpoczął w grudniu 2003. 20 czerwca 2005, w swojej siódmej zawodowej walce, znokautował już w pierwszej rundzie byłego mistrza WBC i IBF w kategorii junior muszej, Samana Sorjaturonga. W listopadzie tego samego roku pokonał w siódmej rundzie dwukrotnego byłego mistrza WBA w kategorii słomkowej, Noela Arambuleta. Po stoczeniu dwóch kolejnych zwycięskich walk dostał szansę walki o pas mistrzowski WBA w kategorii junior muszej. 2 sierpnia 2006, w pojedynku o wakujący tytuł mistrza świata pokonał niejednogłośną decyzją na punkty Juana Jose Landaetę. W grudniu doszło do walki rewanżowej obu pięściarzy. Ponownie wygrał Kameda, tym razem jednogłośnie na punkty.
Kameda zrezygnował z tytułu i zmienił kategorię wagową na wyższą. W tej kategorii stoczył kolejnych osiem zwycięskich pojedynków, a następnie dostał szansę walki o tytuł mistrza świata federacji WBC z ówczesnym jej mistrzem, Daisuke Naitō. Do walki doszło 29 listopada 2009. Kameda zwyciężył jednogłośnie na punkty i zdobył pas mistrzowski. Tytuł mistrza świata stracił już w pierwszej obronie – 27 marca 2010 przegrał decyzją większości na punkty z Pongsaklekiem Wonjongkamem. W piątej rundzie Taj został ukarany odjęciem jednego punktu za uderzenie głową rywala. W wyniku tego zderzenia Kameda doznał rozcięcia łuku brwiowego nad prawym okiem. Dwóch sędziów punktowało w stosunku 116–112 i 115–112 na korzyść Taja, trzeci sędzia punktował w stosunku 114–114.
26 grudnia 2010 w Saitamie stanął do pojedynku o wakujący tytuł mistrza WBA w kategorii koguciej z Alexandrem Munozem, dwukrotnym mistrzem organizacji WBA w junior koguciej. Wygrał jednogłośnie na punkty i został pierwszym japońskim mistrzem świata w trzech kategoriach wagowych. W pierwszej obronie tytułu 7 maja 2011 pokonał Daniela Diaza z Nikaragui.